# 直野章子
直野 章子（なおの あきこ、1972年〈昭和47年〉 - ）は、日本の社会学者。専門は歴史社会学。京都大学人文科学研究所教授。兵庫県西宮市出身。被爆の記憶とその継承を巡る研究、特に広島市への原子爆弾投下による被爆の記憶の研究、被爆者からの聴きとり調査で知られる。

## 来歴
祖父母と母が広島原爆で被爆し、祖父が死去したことで、幼少時から平和のために働きたいとの思いを抱く。高校卒業後にアメリカに留学し、アメリカン大学に進学。卒業後、アメリカの学生が広島で原爆について学習するための特別講座を同大学に創設する。スミソニアン航空宇宙博物館の被爆資料展示が中止に追い込まれた1995年（平成7年）には、同大に原爆展を提案し、実現に導く。
1999年（平成11年）から翌2000年（平成12年）にかけて、広島市立大学広島平和研究所の協力研究員を務め、カリフォルニア大学サンタクルーズ校で修士（社会学）を取得し、2002年（平成14年）に同校よりPh.Dを取得。その後、ソウル特別市の高麗大学校への語学留学、日本学術振興会特別研究員を経て、2005年（平成17年）からは九州大学大学院比較社会文化研究院准教授を務め、2016年（平成28年）に広島市立大学広島平和研究所の教授に就任する。2020年（令和2年）に京都大学人文科学研究所准教授に就任、2023年4月より同教授。
主な著書に、1997年（平成9年）に第3回平和・協同ジャーナリスト基金賞奨励賞を受賞した『ヒロシマ・アメリカ──原爆展をめぐって』、『「原爆の絵」と出会う』、『戦後日本における市民意識の形成』（共著）、『図録 原爆の絵』（共監修・解説）などがある。

## 単著
- 『ヒロシマ・アメリカ 原爆展をめぐって』渓水社、1997年 ISBN 978-4874404676
- 『「原爆の絵」と出会う 込められた想いに耳を澄まして』（岩波ブックレット） 岩波書店、2004年 ISBN 978-4000093279
- 『被ばくと補償』（平凡社新書） 平凡社、2011年 ISBN 978-4582856200
- 『原爆体験と戦後日本 記憶の形成と継承』岩波書店、2015年 ISBN 978-4000610582